# پرچنیکو
پرچنیکو (به ایتالیایی: Precenicco) یک کومونه در ایتالیا است که در استان اودینه واقع شده‌است. پرچنیکو ۲۶٫۹ کیلومتر مربع مساحت و ۱٬۵۰۶ نفر جمعیت دارد و ۵ متر بالاتر از سطح دریا واقع شده‌است.